# Flinders (priimek)
Flinders je priimek več oseb:
- Matthew Flinders, britanski pomorščak
- Mesh Flinders (1979), ameriški scenaristi
- Scott Flinders (1986), angleški nogometaš